# Hanfpalmen
Die Hanfpalmen (Trachycarpus) sind eine in Asien heimische Palmengattung. Einige Arten dieser Fächerpalmen sind beliebte Zierpflanzen.

## Merkmale
Die Vertreter sind mäßig große bis kleine Palmen, die meist solitär, selten horstförmig wachsen. Sie sind stammlos oder aufrecht, unbewehrt oder leicht bewehrt, sowie mehrmals blühend, diözisch oder polygam. Der Stamm ist niederliegend oder aufrecht. Er wird mit der Zeit kahl und ist mit auffallenden, eher dicht sitzenden Blattnarben besetzt, oder er ist mit den ausdauernden Stielbasen und faserigen Scheiden bedeckt, oder er ist durch ein Kleid von toten Blättern verdeckt. 
Die Chromosomenzahl ist 2n= 36.

### Blätter
Die Blätter sind fächerförmig, induplicat gefaltet und verbleiben nach dem Absterben an der Pflanze (Marzeszenz). Die Blattscheiden zerfallen in eine Masse von feinen bis groben Fasern, der obere Rand ist bandartig und verdreht sich. Der Blattstiel ist lang, schmal, an der Oberseite flach oder leicht gerundet, an der Unterseite gerundet oder kantig. Der Stiel hat eine verstreute, abfallende Behaarung oder ist kahl. An den Rändern ist er mit sehr feinen Zähnen besetzt oder unbewehrt. Die adaxiale Hastula ist deutlich ausgebildet, rundlich oder dreieckig; die abaxiale Hastula fehlt. Die Blattspreite ist fächerförmig bis fast kreisförmig. Sie ist gleich oder ungleich geteilt entlang der adaxialen Rippen in einfach gefaltete Segmente. Diese sind an der Spitze seicht zweiteilig (bifid).

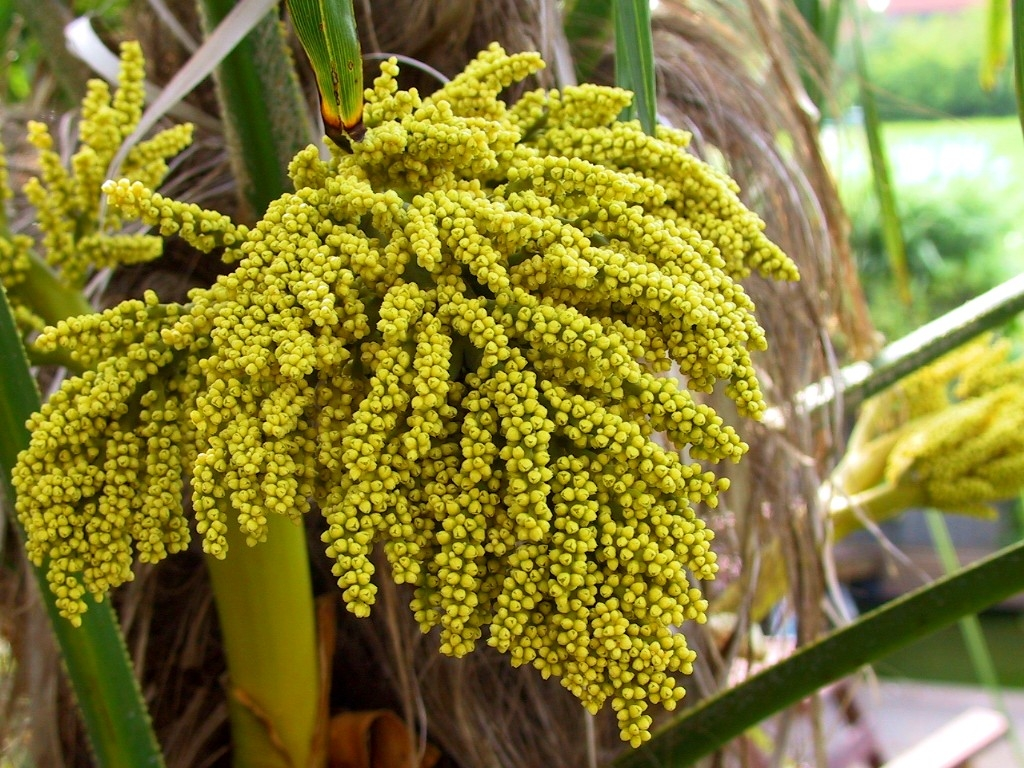
Chinesische Hanfpalme (Trachycarpus fortunei), Blütenstand mit weiblichen Blüten

### Blütenstände
Die Blütenstände stehen einzeln zwischen den Blättern (interfoliar). Sie sind gebogen oder eher aufrecht. Sie sind reich und bis vierfach verzweigt. Der Blütenstandsstiel ist im Querschnitt oval und trägt spärliche Behaarung. Das Vorblatt ist vollständig, auffällig, mit einer röhrigen Basis, ist distal aufgeblasen, seitlich zweikielig, reißt an der Spitze und entlang einer Seite auf, und ist mit einem hinfälligen Indument bedeckt. Es sind ein bis drei Hochblätter an der Blütenstandsachse vorhanden, die dem Vorblatt ähneln, aber einkielig sind. Die Blütenstandsachse ist kürzer oder länger als der Stiel und trägt in spiraliger Anordnung Hochblätter die denen am Stiel ähneln, aber die jedes einen Seitenzweig erster Ordnung tragen. Die Hochblätter an den Seitenachsen sind unauffällig, dreieckig, nicht scheidig. Die blütentragenden Achsen (Rachillae) sind schlank, steif, kurz, gedrängt stehend, von leuchtend gelber bis grünlicher Farbe, kahl bis leicht behaart. An ihnen stehen die Blüten in spiraliger Anordnung, die einzeln stehen oder in Gruppen von zwei bis drei Blüten. Sie sind sitzend oder stehen an niedrigen Tuberkeln. Jede Blüte besitzt eine kleine, häutige Brakteole.

### Blüten
Die Blüten beider Geschlechter ähneln einander. Die drei Kelchblätter sind an der Basis verbunden, dreieckig, kurz oder lang und kahl. Die drei Kronblätter sind meist deutlich länger als der Kelch, sie sind frei, imbricat, oval mit dreieckiger Spitze oder rundlich, und kahl. Die sechs Staubblätter haben freie, fleischige Filamente. Die Antheren sind kurz, oblong, manchmal leicht zugespitzt und latrors. Wenn in weiblichen Blüten Staminodien vorkommen, ähneln sie den fertilen Staubblättern, haben aber flache Filamente und leere Antheren. 
Die drei Fruchtblätter sind frei, nicht verwachsen, haarig, mit teilweise offener Bauchnaht. Der Griffel ist sehr kurz. Die Samenanlage sitzt basal und ist hemianatrop. Sie ist dorsal und ventral von einem fleischigen Arillus umgeben. Pistillodien sind, so vorhanden, ähnlich den fertilen Fruchtblättern, nur deutlich kleiner. 
Der Pollen ist ellipsoidisch, mit leichter bis deutlicher Asymmetrie. Die Keimöffnung ist ein distaler Sulcus. Die längste Achse misst 22 bis 32 Mikrometer. 

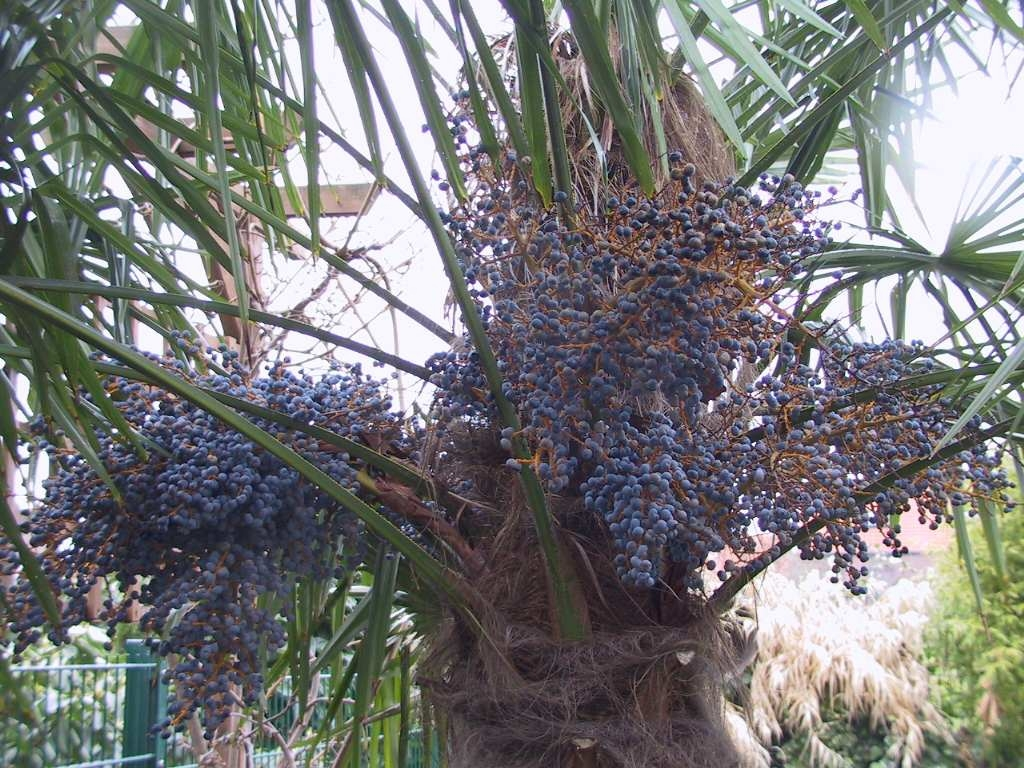
Chinesische Hanfpalme (Trachycarpus fortunei), Fruchtstand

### Früchte und Samen
Die Frucht entwickelt sich meist aus einem der drei Fruchtblätter. Sie ist purpur-schwarz, nierenförmig bis oblong, an der adaxialen Seite leicht gefurcht, die Narbenreste stehen seitlich oder subapical. Das Exokarp ist dünn, bei der unreifen Frucht haarig, in der reifen dann kahl. Das Mesokarp ist dünn und mit einer Schicht von tanninführenden Zellen durchsetzt. Das Endokarp ist krustenartig. Der Samen ist nierenförmig bis oblong, das Endosperm ist homogen, und hat eine seichte bis tiefe seitliche Einbuchtung der Samenhülle. Der Embryo sitzt lateral.

## Verbreitung und Standorte
Das Verbreitungsgebiet der Gattung reicht vom Himalaya im Norden Indiens über Nord-Thailand bis Vietnam und China. Trachycarpus oreophilus kommt bis in 2400 m Seehöhe vor. Auch Trachycarpus takil kommt in feuchten Eichenwäldern bis 2400 m Seehöhe vor, wo der Boden von November bis März schneebedeckt ist. Trachycarpus fortunei zählt zu den kältehärtesten kultivierten Palmen und ist auf den Britischen Inseln und teilweise in Südwestdeutschland winterhart. In den milderen Gegenden der Schweiz gehört sie, ursprünglich als Zierpflanze ausgesetzt, bereits zu den invasiven Pflanzen, da sie einheimisches Gehölz bedrängt. 
Eine 2019 erschienene Studie hat in Österreich einige kleine Vorkommen nachgewiesen.

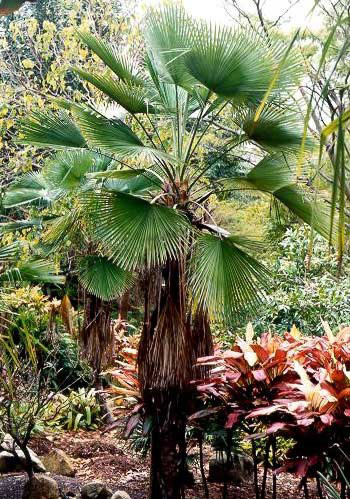
Trachycarpus martianus

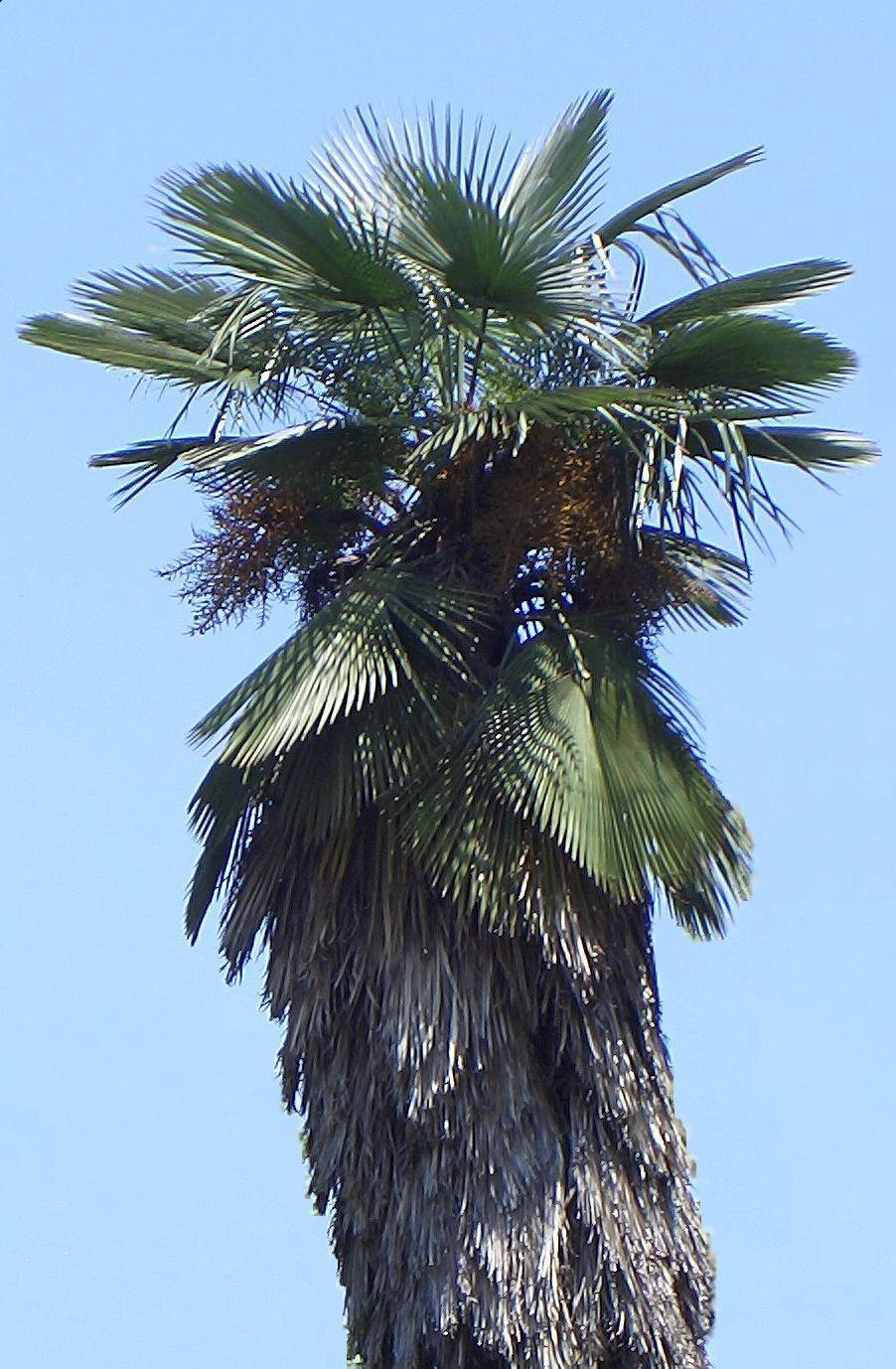
Trachycarpus takil im Botanischen Garten von Rom

## Taxonomie und Systematik
Die Gattung der Hanfpalmen wurde 1863 ("1861") von Hermann Wendland in Bulletin de la Société Botanique de France Band 8 Seite 429 als Trachycarpus erstbeschrieben.
Die Gattung Trachycarpus H.Wendl. wird innerhalb der Familie Arecaceae in die Unterfamilie Coryphoideae, Tribus Trachycarpeae, Subtribus Rhapidinae gestellt. Die Gattung ist wahrscheinlich monophyletisch. Die Verwandtschaft zu den anderen Gattungen der Subtribus ist noch ungeklärt.
In der World Checklist of Selected Plant Families der Royal Botanic Gardens, Kew, werden folgende Arten anerkannt:
- Chinesische Hanfpalme (Trachycarpus fortunei (Hook.) H.Wendl.; Syn.: Trachycarpus wagnerianus Becc., Chamaerops fortunei Hook.): Die Heimat ist China und Myanmar.
- Trachycarpus geminisectus Spanner, Gibbons, V.D. Nguyen & T.P. Anh: Die Heimat ist das nördliche Vietnam. Sie wurde 2003 erstbeschrieben.
- Trachycarpus latisectus Spanner, Noltie & Gibbons: Die Heimat ist der Distrikt Darjiling im Bundesstaat Westbengalen in Indien.
- Trachycarpus martianus (Wall. ex Mart.) H.Wendl.: Die Heimat ist der Himalaja bis China.
- Trachycarpus nanus Becc.: Die Heimat ist Yunnan.
- Trachycarpus oreophilus Gibbons & Spanner: Die Heimat ist das nördliche Thailand.
- Trachycarpus princeps Gibbons, Spanner & San Y. Chen: Die Heimat ist das südwestliche Yunnan.
- Trachycarpus ravenii Aver. & K.S.Nguyen: Sie wurde 2014 aus Laos erstbeschrieben.
- Trachycarpus takil Becc.: Die Heimat ist der Himalaja.
- Trachycarpus ukhrulensis  M.Lorek & K.C.Pradhan: Die Heimat ist Manipur im östlichen Indien.

Trachycarpus wurde von Hermann Wendland erstbeschrieben, die Publikation trägt die Jahreszahl 1861, dürfte aber erst 1863 erschienen sein. Typusart (Lectotypus) ist Trachycarpus fortunei. Der Gattungsname leitet sich von den altgriechischen Wörtern trachus = rau und karpos = Frucht ab und bezieht sich auf die unregelmäßig geformten Früchte.

## Nutzung
Die Stämme werden in China als Pfosten verwendet, die Fasern von Blattscheiden und Stamm werden zu Bürsten und Regenmänteln verarbeitet. Samen werden medizinisch genutzt, ihnen werden krebsheilende Wirkungen zugeschrieben. 
In Mitteleuropa wird die Chinesische Hanfpalme als Zierpflanze genutzt. Sie breitet sich vorwiegend auf der Alpensüdseite invasiv aus, wie etwa im Schweizer Tessin, weshalb sie auch den Namen Tessiner Palme trägt, in Deutschland sind wilde Vorkommen nur in Gebieten mit extrem milden Wintern möglich, so etwa im Rheinland.

## Belege
- John Dransfield, Natalie W. Uhl, Conny B. Asmussen, William J. Baker, Madeline M. Harley, Carl E. Lewis: Genera Palmarum. The Evolution and Classification of Palms. Zweite Auflage, Royal Botanic Gardens, Kew 2008, ISBN 978-1-84246-182-2, S. 251–253.